# Senna planitiicola
Senna planitiicola är en ärtväxtart som först beskrevs av Karel Domin, och fick sitt nu gällande namn av Barbara Rae Randell. Senna planitiicola ingår i släktet sennor, och familjen ärtväxter. Inga underarter finns listade i Catalogue of Life.